# Логан (окръг, Илинойс)
Окръг Логан (на английски: Logan County) е окръг в щата Илинойс, Съединени американски щати. Площта му е 1603 km², а населението - 31 183 души (2000). Административен център е град Линкълн.